# Erysichton subvariegata
Erysichton subvariegata är en fjärilsart som beskrevs av Rothschild 1915. Erysichton subvariegata ingår i släktet Erysichton och familjen juvelvingar. Inga underarter finns listade i Catalogue of Life.